# Callionymus filamentosus
 Callionymus filamentosus és una espècie de peix de la família dels cal·lionímids i de l'ordre dels cipriniformes que es troba des del Mar Roig fins a Moçambic i Taiwan. Recentment s'ha establert a la mar Mediterrània a través del Canal de Suez.